# Fenchuganj
Fenchuganj (en bengali : ফেঞ্চুগঞ্জ) est une upazila du Bangladesh dans le district de Sylhet. En 2011, on y dénombrait 138 881 habitants.